# Eva Lazzaro
Eva Lazzaro es una actriz australiana, conocida por interpretar a Caylin-Calandria en la película Jindabyne y a Stacey en la aclamada película Blessed.

## Carrera
Eva ha aparecido en series como Nightmares & Dreamscapes: From the Stories of Stephen King, Satisfaction y en la serie policiaca Blue Heelers.
En el 2006, interpretó a Caylin-Calandria en la película Jindabyne.
Del 2008 al 2009 apareció en la serie The Elephant Princess donde interpretó a Zoe Wilson, la hermana de Alex. 
Ese mismo año también apareció como personaje recurrente en la exitosa serie criminal Underbelly donde interpretó a la hija de los criminales Carl y Roberta Williams (Kat Stewart).
En el 2009 se unió al reparto de la serie Tangle donde interpreta a Gigi Kovac, la hija del constructor Vince & de la ama de casa Ally Kovac. Ese mismo año apareció en la aclamada película Blessed donde interpretó a Sophie quien junto a su hermano mayor Orton (Ireland) huyen de su madre Rhonda (O'Connor), quien se encuentra embarazada y saliendo con hombres irresponsables y agresivos.
En el 2010 apareció en un episodio de la miniserie de Steven Spielberg, The Pacific donde interpretó a Isabel.
En el 2012 apareció como invitada en la serie de drama y misterio Miss Fisher's Murder Mysteries donde interpretó a Marie Wild.

## Filmografía

### Series de televisión
| Año         | Título                         | Personaje          | Notas                                                    |
| ----------- | ------------------------------ | ------------------ | -------------------------------------------------------- |
| 2017        | Seven Types Of Ambiguity       | Rebecca            | episodio "Gina"                                          |
| 2013        | It's a Date                    | Lucy               | episodio "How Important Is A Sense Of Humour On A Date?" |
| 2009 - 2012 | Tangle                         | Gigi Kovac         | 22 episodios                                             |
| 2012        | Miss Fisher's Murder Mysteries | Marie Wild         | episodio "Queen of the Flowers"                          |
| 2010        | The Pacific                    | Isabel             | episodio "Melbourne"                                     |
| 2009        | Satisfaction                   | Cassandra          | episodio "Sheik Your Booty"                              |
| 2008 - 2009 | The Elephant Princess          | Zoe Wilson         | 24 episodios                                             |
| 2008        | Underbelly                     | Hija de Roberta    | 4 episodios                                              |
| 2006        | Nightmares & Dreamscapes       | Niña               | episodio "Crouch End"                                    |
| 2002 - 2005 | Blue Heelers                   | Lisa Robbins/Sandy | 2 episodios                                              |

### Películas
| Año  | Título      | Personaje        | Notas                                                                              |
| ---- | ----------- | ---------------- | ---------------------------------------------------------------------------------- |
| 2012 | Jack & Lily | Lily             | corto - junto a Riley Evans y Alice Garner                                         |
| 2009 | Blessed     | Stacey           | junto a Reef Ireland, Ditch Davey, William McInnes, Sophie Lowe y Frances O'Connor |
| 2006 | Jindabyne   | Caylin-Calandria | junto a Chris Haywood, Maya Daniels, Gabriel Byrne y Deborra-Lee Furness           |

## Premios y nominaciones
| Año  | Categoría                                       | Premio      | Serie  | Resultado |
| ---- | ----------------------------------------------- | ----------- | ------ | --------- |
| 2013 | Most Outstanding Performance by an Actor–Female | ASTRA Award | Tangle | Nominada  |
| 2010 | Media Super Out of the Box                      | IF Award    | Tangle | Nominada  |
| 2010 | Best New Talent                                 | ASTRA Award | Tangle | Nominada  |